# 2022年四川沐川杀人案
2022年四川沐川杀人案，又称“7·26沐川杀人案”，是指2022年7月26日，发生在中华人民共和国四川省乐山市沐川县的一起持枪击伤2人、持械杀害3人的刑事案件。犯罪嫌疑人为李强，2名伤者为李强的情人杨某及其堂弟，3名遇害者为杨某的子女以及他们的爷爷。作案动机疑为情感及债务纠纷。

## 案件背景
李强，男，36岁，职业为民警，曾被报道救过落水老人，事发当日因值班而佩带枪支；杨某已婚，其丈夫在中国境外打工。李强与杨某于2020年底相识并建立情人关系，且存在金钱往来，2022年7月，杨某向李强提出分手，7月26日，二人按约定在李强的出租屋内解决分手事宜。

## 案件经过
李强开枪打伤杨某和其堂弟后，开车前往杨某的老家沐川县黄丹镇，将杨某的两个孩子从爷爷家中接到外婆家，随后持械将他们杀害。之后，李强又杀害了闻讯赶来的孩子爷爷并纵火。当日接警赶来的公安机关在火灾现场查获涉案枪支和子弹。

## 抓捕行动
事发后，李强逃逸。当地政府在出动大量警力、民兵等数千人开展缉捕工作的同时，还曾于7月27日上午发布10万元人民币的悬赏公告。据7月28日媒体报道，警方曾将搜捕范围划定为犍为县芭沟镇和沐川县黄丹镇之间山区，其后，范围扩大到犍为县。
7月30日，在沐川县黄丹镇山中发现李强尸体，符合高坠死亡特征。